# Zebrzydowice vasútállomás
Zebrzydowice vasútállomás egy lengyelországi vasútállomás, Zebrzydowice községben, a központtól délkeletre.

## Nemzetközi vonatok
| Járat                     | Útvonal | Gyakoriság |
| ------------------------- | --- | ---------- |
| Sobieski EuroCity         | Gdynia Główna – Sopot – Gdańsk-Oliwa – Gdańsk Wrzeszcz – Gdańsk Główny – Tczew – Malbork – Iława Główna – Działdowo – Warszawa Wschodnia – Warszawa Centralna – Warszawa Zachodnia – Zawiercie – Dąbrowa Górnicza – Sosnowiec Główny – Katowice – Tychy – Pszczyna – Zebrzydowice – Bohumín – Ostrava hl.n. – Ostrava-Svinov – Hranice na Moravě – Přerov – Otrokovice – Staré Město u Uherského Hradiště – Hodonín – Břeclav – Wien Hbf | Napi 1 pár |
| Polonia EuroCity          | Warszawa Wschodnia – Warszawa Centralna – Warszawa Zachodnia – Zawiercie – Dąbrowa Górnicza – Sosnowiec Główny – Katowice – Tychy – Pszczyna – Zebrzydowice – Bohumín – Ostrava hl.n. – Ostrava-Svinov – Hranice na Moravě – Přerov – Otrokovice – Staré Město u Uherského Hradiště – Hodonín – Břeclav – Wien Hbf | Napi 1 pár |
| Chopin/Slovakia EuroNight | Warszawa Wschodnia – Warszawa Centralna – Warszawa Zachodnia – Kraków Główny – Oświęcim – Brzeszcze Jawiszowice – Czechowice-Dziedzice – Zebrzydowice – Bohumín – Ostrava hl.n. – Ostrava-Svinov – Olomouc hl.n. – Česká Třebová – Pardubice hl.n. (← Kolín) – Praha hl.n. | Napi 1 pár |

## Szomszédos állomások
A vasútállomáshoz az alábbi állomások vannak a legközelebb:
- Pruchna
- Kończyce
- Petrovice u Karviné (Csehország)

## Galéria

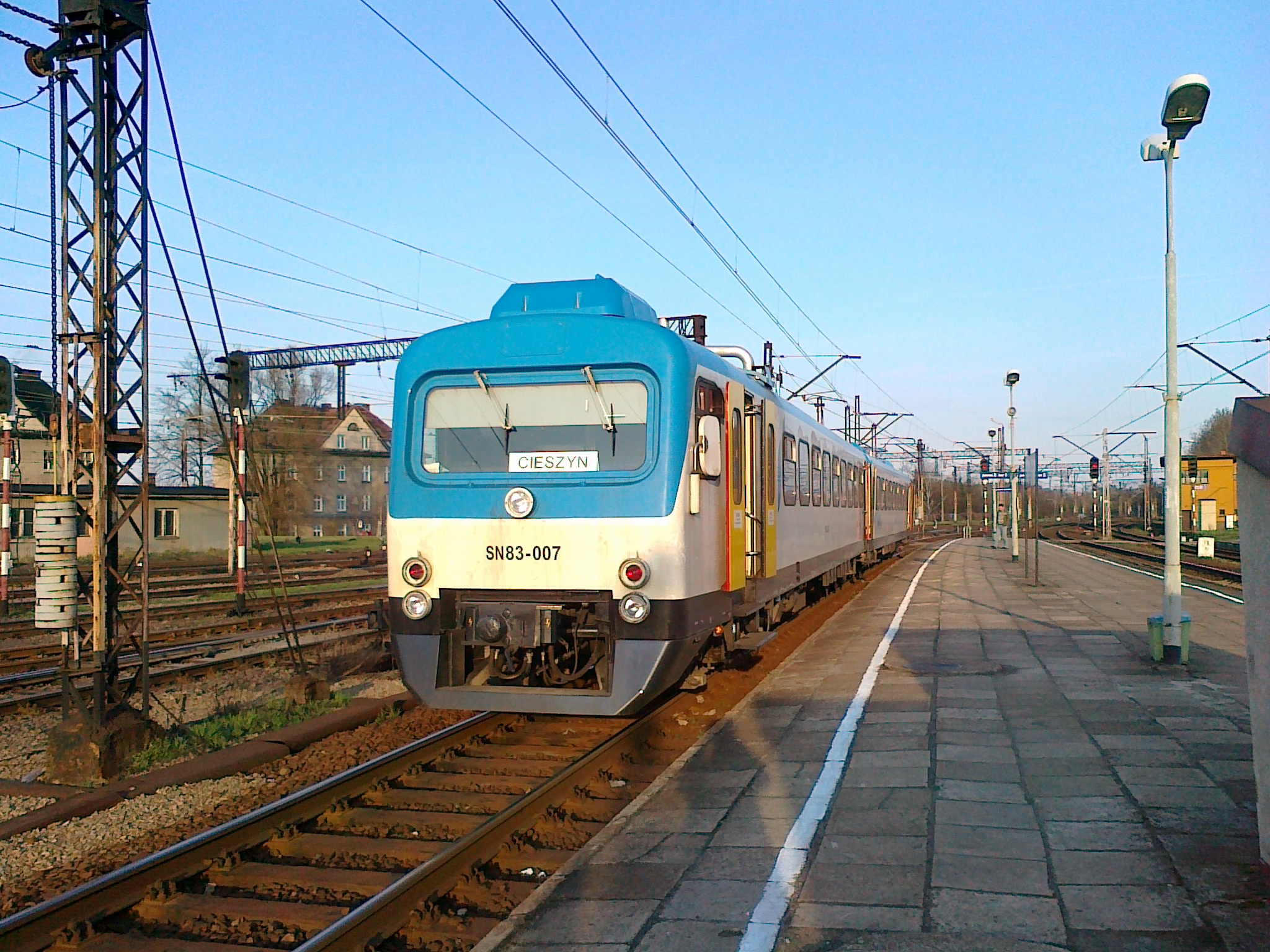
Egy vonat az állomáson
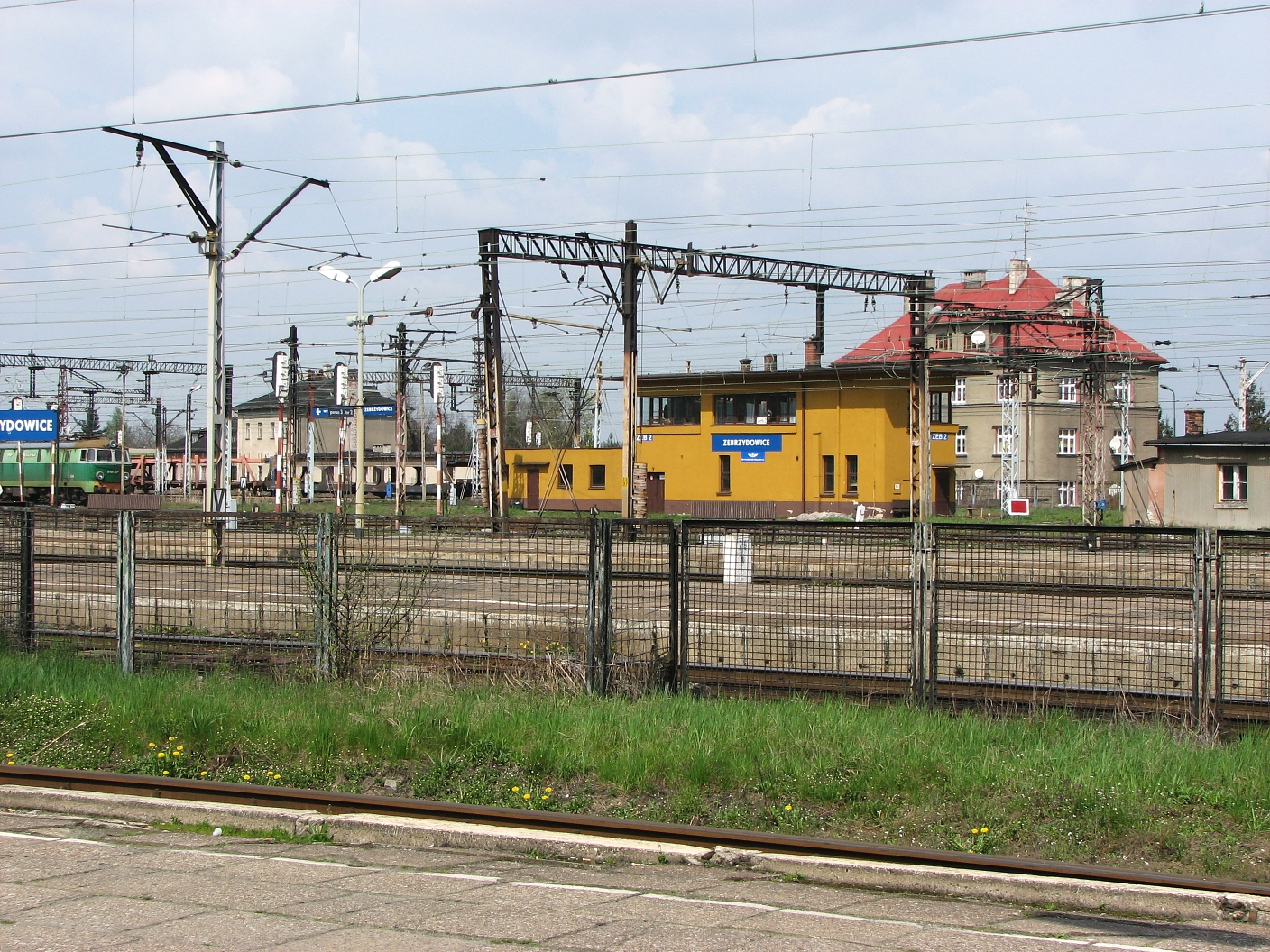
A vágányok
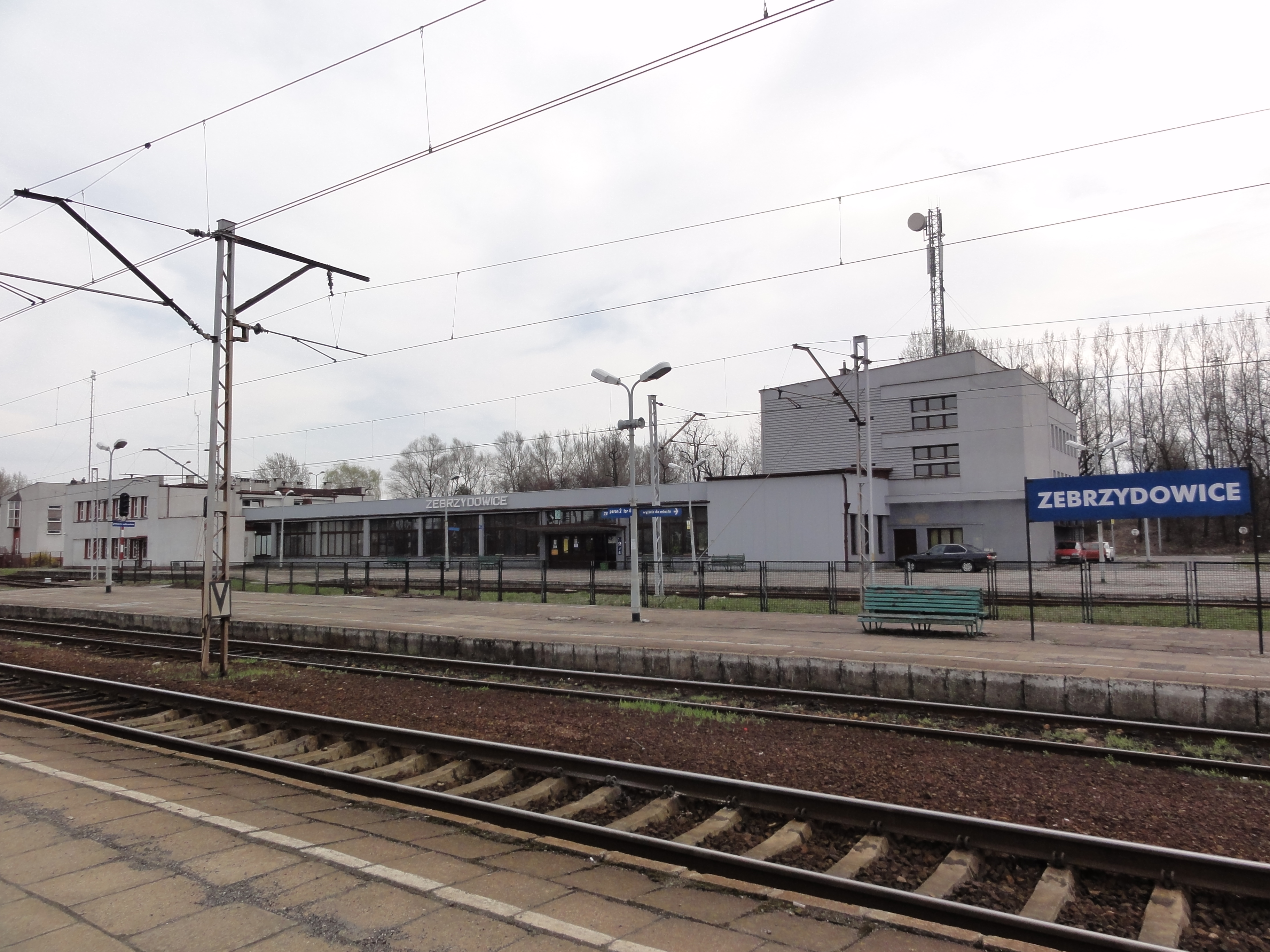
A vágányok
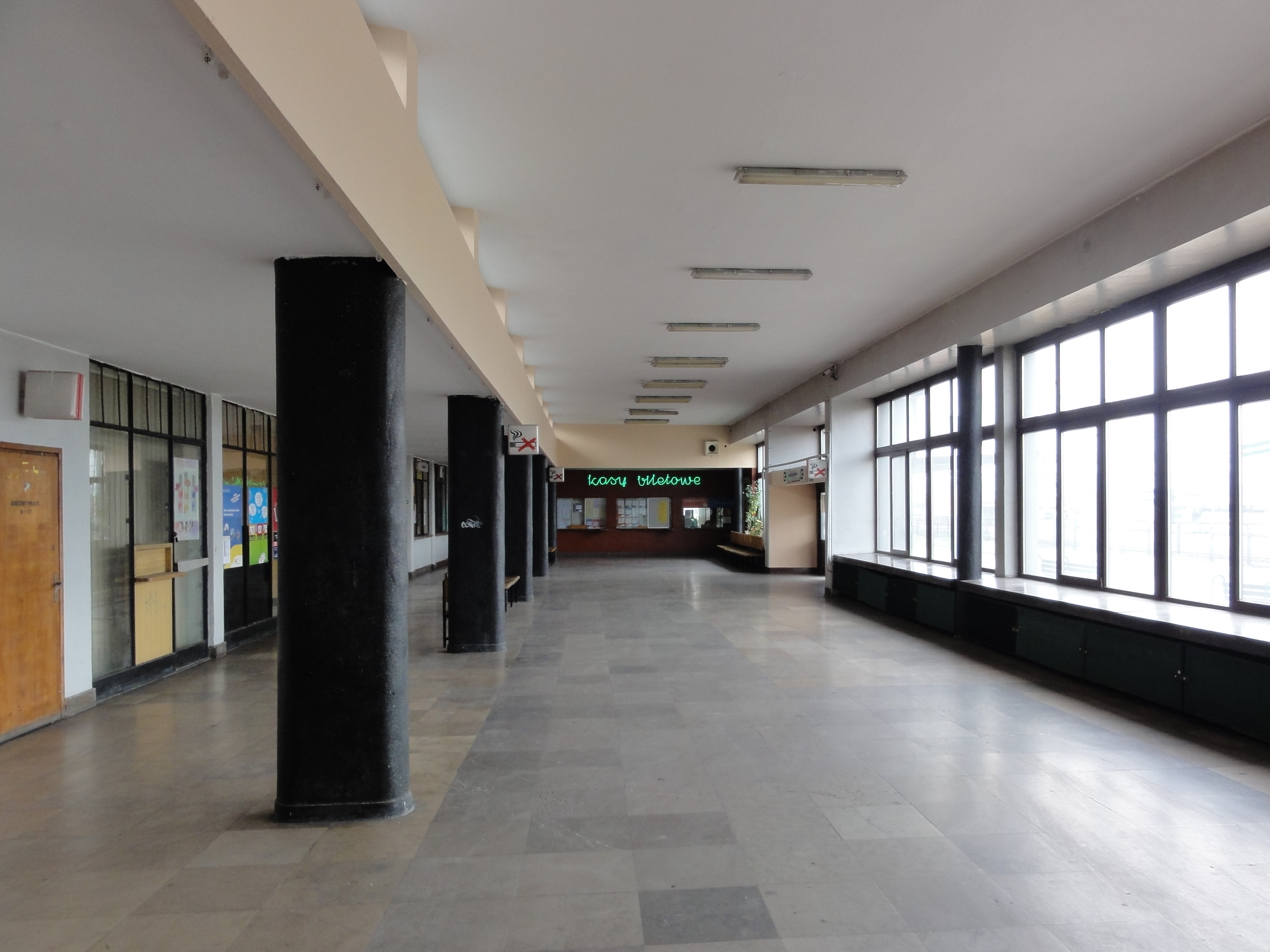
Az állomás belülről
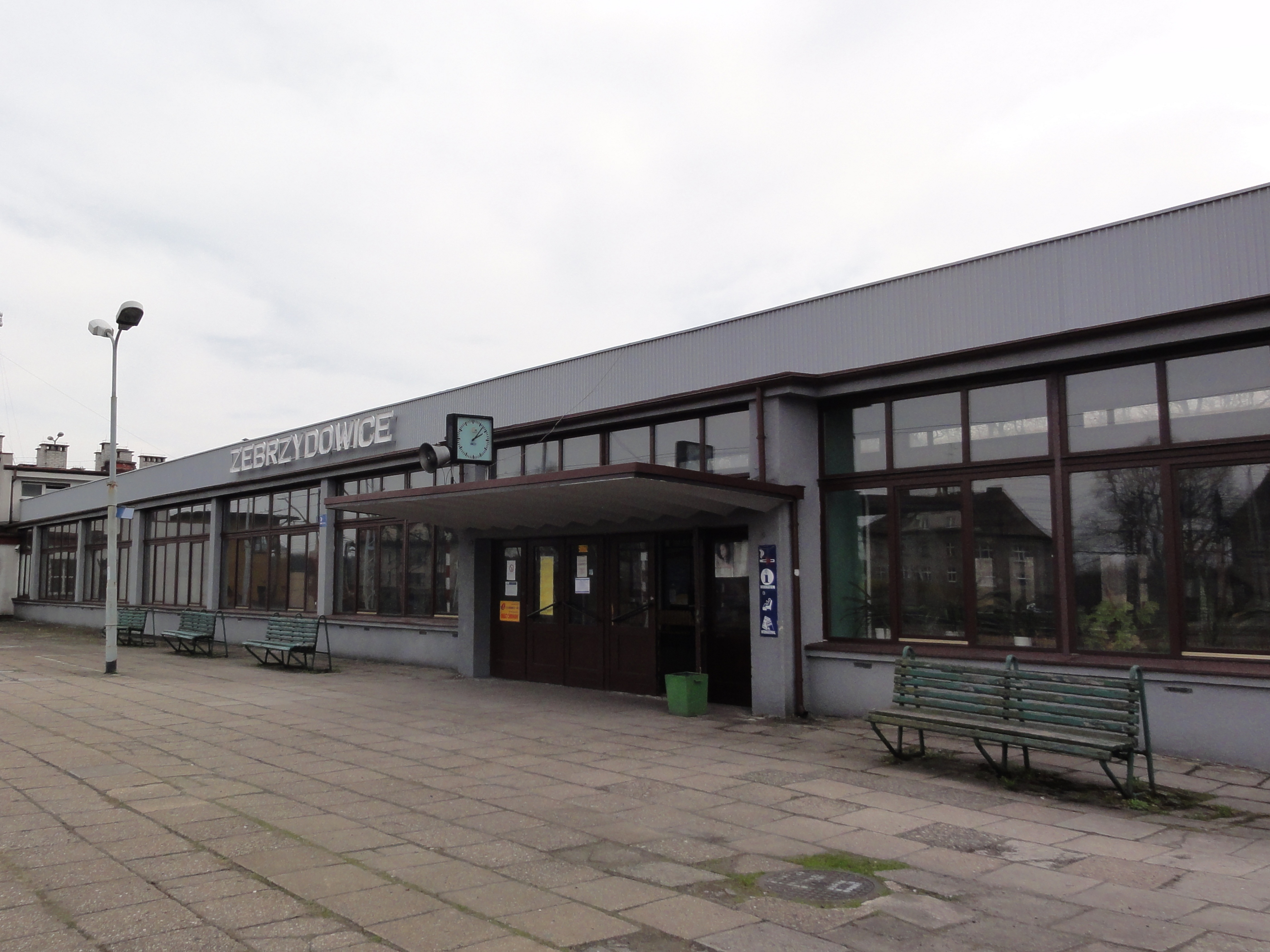
Az állomás kívülről

## Fordítás
- Ez a szócikk részben vagy egészben  a   Zebrzydowice (stacja kolejowa) című lengyel Wikipédia-szócikk fordításán alapul.  Az eredeti cikk szerkesztőit annak laptörténete sorolja fel. Ez a jelzés csupán a megfogalmazás eredetét és a szerzői jogokat jelzi, nem szolgál a cikkben szereplő információk forrásmegjelöléseként.